# Yateley
Yateley (engelskt uttal: [ˈjeɪtli]) är en stad och civil parish i grevskapet Hampshire i södra England. Staden ligger i distriktet Hart, cirka 52 kilometer sydväst om centrala London. Tätorten (built-up area) hade 14 685 invånare vid folkräkningen år 2021.